# Eubrochoneura
Eubrochoneura là một chi bướm đêm thuộc phân họ Olethreutinae, họ Tortricidae Tortricidae.

## Các loài
- Eubrochoneura aversa Diakonoff, 1973
- Eubrochoneura frustulosa (Diakonoff, 1973)
- Eubrochoneura parasema (Meyrick, 1911)